# Набала
На́бала (эст. Nabala), в 1970—1977 годах На́бала-Мы́йзакюла (эст. Nabala-Mõisaküla) — деревня в волости Кийли уезда Харьюмаа, Эстония.

## География и описание
Расположена в 15 километрах к югу от Таллина и в 5 километрах от волостного центра — посёлка Кийли. Высота над уровнем моря — 49 метров.
С севера и востока деревня открыта благодаря просторным лугам и полям. С юга и запада её окружает небольшой лесной массив. Деревня расположена на карстовом плато, из которого бьёт много источников в округе. Из расположенных рядом с деревней болот начинается река Вяэна, одна из самых известных в Северной Эстонии трещинных рек.
Климат умеренный. Официальный язык — эстонский. Почтовый индекс — 75407.

## Население
По данным переписи населения 2021 года, в Набала насчитывалось 117 жителей, из них 113 (96,6 %) — эстонцы.
По данным переписи населения 2011 года, число жителей деревни составило 104 человека, из них 98 (94,2 %) — эстонцы.
Численность населения деревни Набала по данным переписей населения:
| Год  | 1959 | 1970 | 1979  | 1989  | 2000  | 2011  | 2021  |
| ---- | ---- | ---- | ----- | ----- | ----- | ----- | ----- |
| Чел. | 66   | ↗ 73 | ↗ 143 | ↗ 173 | ↘ 148 | ↘ 104 | ↗ 117 |

## История
В письменных источниках деревня впервые упоминается в Датской поземельной книге 1241 года как владение короля Дании под названием Napalae.
В начале XX века деревня называлась село Наппель, в 1945 году упоминается как Набала-Мыйза (эст. Nabala-Mõisa), в 1970—1977 годах носила название Набала-Мыйзакюла (эст. Nabala-Mõisaküla).
В средние века в Набала находилось городище с башней. В настоящее время от городища сохранился только маленький холм перед главным зданием мызы.
В 1327—1337 годах земли деревни принадлежали вассалам Наппелям (Nappel), имя которых, вероятно, и стало основой для названия деревни.
На территории деревни расположена мыза Наппель (нем. Nappel, Набала, эст. Nabala mõis), первые упоминания о которой относятся к 1475 году. Нынешнее главное здание мызы вероятно было построено в XVIII веке, завершено с многочисленными архитектурными обновлениями в конце XX века.
На мызе Набала проводятся конференции, свадьбы, фирменные и юбилейные торжества.

## Предпринимательство
Основным видом предпринимательства в деревне является сельское хозяйство. Так как граничащие с деревней земли — в основном природные и культивированные пастбища, здесь долго время занимаются разведением молочных коров, а также выращиванием овощей. Основные работодатели в деревне: сельскохозяйственное общество с ограниченной ответственностью «Набала» (Nabala POÜ, производство молока), хутор Сепа (Sepa talu, выращивание корнеплодов) и фирма Вегали Групп (Vegali Grupp, производство деревянного брикета).

## Культура и досуг
В деревне есть деревенский центр, в котором действуют: клуб пенсионеров, клуб для лиц среднего возраста, детские кружки, интернет-пункт, спортивно-игровая площадка, на которой находится футбольное поле, площадки для волейбола, баскетбола, тенниса, скейтборда и площадка для катания на роликовых коньках. На территории деревни созданы природные «тропы здоровья», тропы для походов, зимой — ухоженные лыжня и ледовый каток.
В деревне проводятся традиционные празднования Яанова дня, Дня Марта и Дня Кадри, масленицы.

## Комментарии
1. ↑  Эстонские топонимы, оканчивающиеся на -а, не склоняются и не имеют женского рода (исключение — Нарва)[10].